# Крейг Воланін
Крейг Вільям Воланін (англ. Craig William Wolanin; 27 липня 1967, Гросс-Пойнт, США) — американський хокеїст, захисник.
Виступав за «Кітченер Рейнджерс» (ОХЛ), «Нью-Джерсі Девілс», «Ютіка Девілс» (АХЛ), «Квебек Нордікс», «Колорадо Аваланш», «Тампа-Бей Лайтнінг», «Торонто Мейпл-Ліфс», «Детройт Вайперс» (ІХЛ).
В чемпіонатах НХЛ — 695 матчів (40+133), у турнірах Кубка Стенлі — 35 матчів (4+6).
У складі національної збірної США учасник чемпіонатів світу 1991 і 1994 (18 матчів, 4+3), учасник Кубка Канади 1991 (8 матчів, 0+2). У складі молодіжної збірної США учасник чемпіонату світу 1987.
Досягнення
- Володар Кубка Стенлі (1996)
- Фіналіст Кубка Канади (1991)